# إيان غيلان
إيان غيلان (بالإنجليزية: Ian Gillan) (ولد 1945  م) هو مغني، وكاتب أغاني بريطاني، ولد في تشيسوك، وهو عضوٌ في ديب بيربل.

## التعليم
تعلم في Ark Acton Academy ‏.

## جوائز
حصل على جوائز منها:
- نيشان شارة الشرف  [لغات أخرى]‏.

## وصلات خارجية
- إيان غيلان على موقع IMDb (الإنجليزية)
- إيان غيلان على موقع ميوزك برينز (الإنجليزية)
- إيان غيلان على موقع إن إن دي بي (الإنجليزية)
- إيان غيلان على موقع أول ميوزيك (الإنجليزية)
- إيان غيلان على موقع ديسكوغز (الإنجليزية)
- إيان غيلان على موقع قاعدة بيانات الفيلم (الإنجليزية)

- إيان غيلان في قاعدة بيانات الأفلام على الإنترنت